# Plage de l'Anse Laborde
Pour les articles homonymes, voir Laborde.
La plage de l'Anse Laborde est une plage de sable ocre située au nord de Anse-Bertrand, en Guadeloupe.

## Description
La plage, longue de 500 m, se situe au nord d'Anse-Bertrand entre la pointe de la Petite Vigie et la pointe Laborde.
Plage familiale comportant plusieurs carbets, abritée dans une anse, elle est ombragée mais une partie près de la pointe Laborde est interdite à la baignade.
Le bassin de baignade se trouve enclavé entre et après une barrière rocheuse.

## Galerie

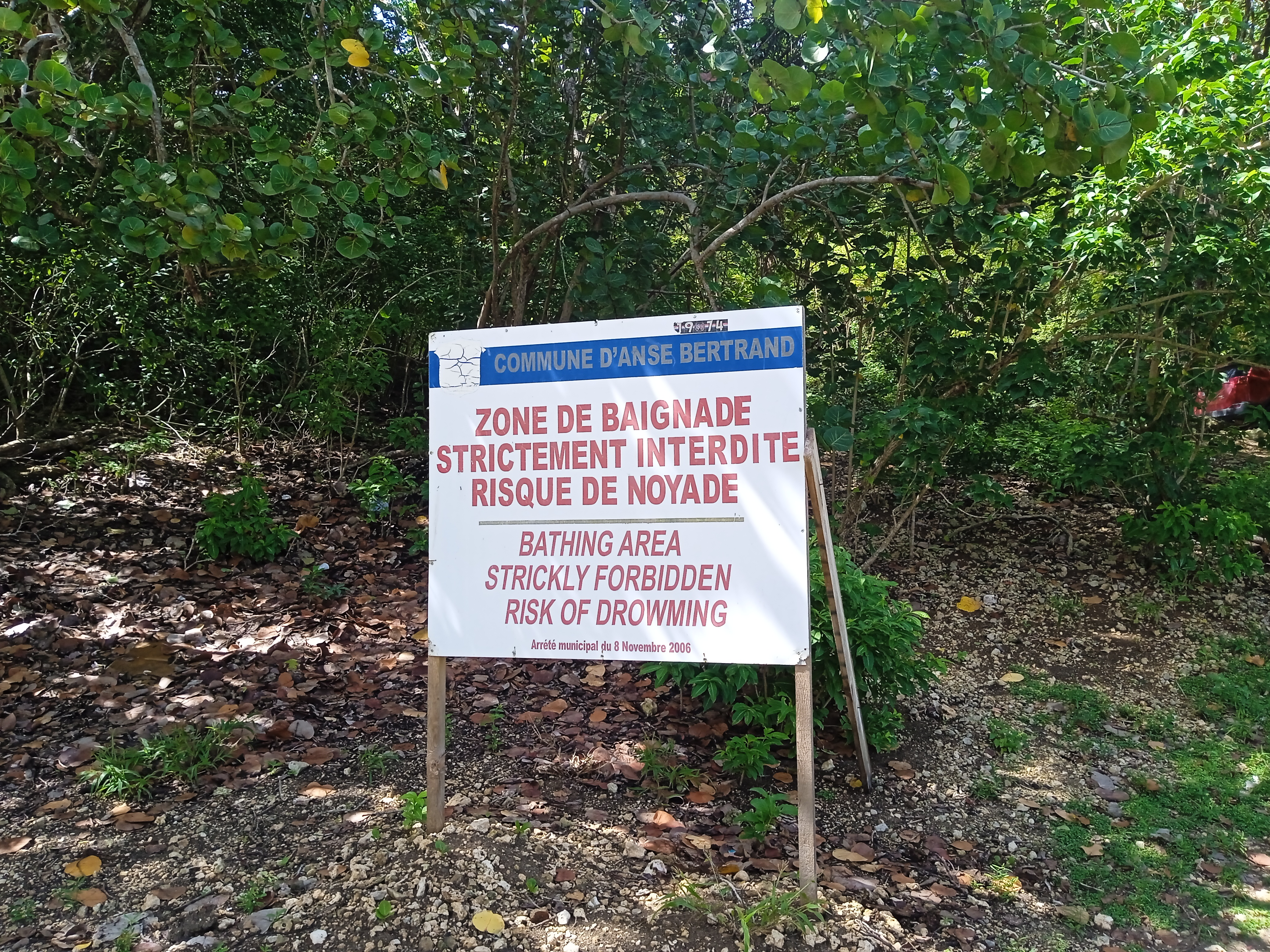
Panneau d'interdiction de baignade d'un des secteurs de Anse Laborde.
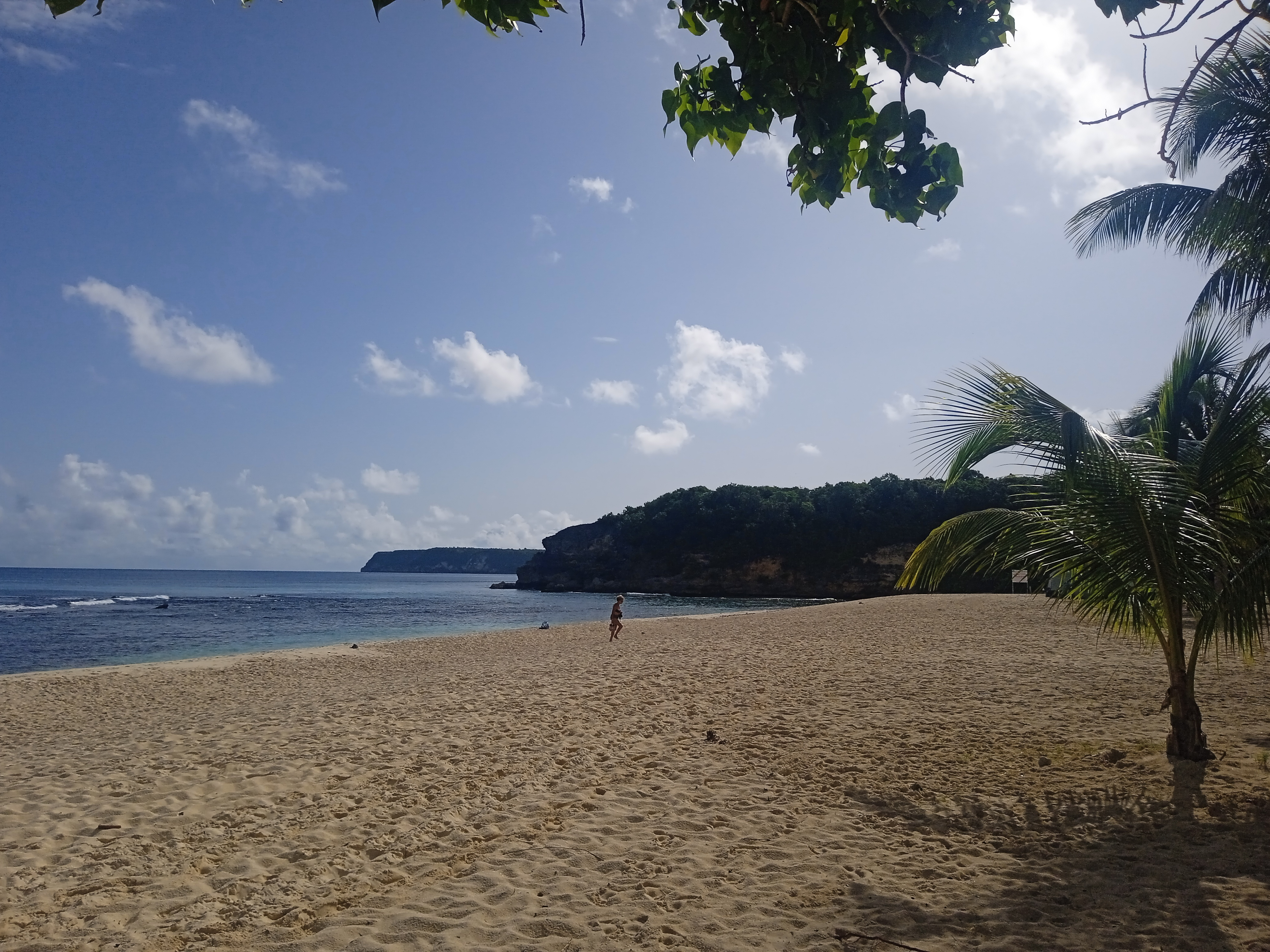
Plage Laborde et pointe Laborde.